# Arachnomimus brevipalpis
Arachnomimus brevipalpis är en insektsart som beskrevs av Lucien Chopard 1969. Arachnomimus brevipalpis ingår i släktet Arachnomimus och familjen syrsor. Inga underarter finns listade i Catalogue of Life.